# Petra Costa
Petra Costa (Belo Horizonte, 8 de julho de 1983) é uma cineasta brasileira, membro da Academia de Artes e Ciências Cinematográficas desde 2018. Dirigiu os filmes Olhos de Ressaca (2009), Elena (2012), Olmo e a Gaivota (2015) e Democracia em Vertigem (2019), tendo este último sido indicado ao Oscar de melhor documentário.
Seus filmes são conhecidos pelo caráter ensaístico. Neles, Petra costuma estabelecer diálogos entre temas íntimos e pessoais e questões sociais e políticas. Sua obra é influenciada pelo cinema de Gillo Pontecorvo, Agnès Varda, Chris Marker e Patricio Guzmán.

## Biografia
Nascida Ana Petra Andrade Costa, é filha do ex-deputado federal Manuel da Silva Costa Júnior e da jornalista e socióloga Marília Furtado de Andrade (Li An). É também neta de Gabriel Donato de Andrade, um dos fundadores da construtora Andrade Gutierrez. Nos anos 1970, seus pais foram militantes de esquerda, ligados ao PCdoB e, especialmente, a Pedro Pomar (1913–1976), a quem homenagearam dando o nome de Petra à sua filha.
Aos sete anos de idade, a infância de Petra seria dolorosamente marcada pelo suicídio de sua irmã, Elena, então com 20 anos, o que seria  tema do seu documentário homônimo, lançado em 2012.
Nascida em Belo Horizonte, em 1983, mudou-se para São Paulo um ano depois. Começou a estudar teatro aos 14 anos e, aos 17, ingressou no curso de Artes Cênicas da Universidade de São Paulo (USP), onde permaneceu durante dois anos. Formou-se em Antropologia no Barnard College, uma faculdade livre de artes da Columbia University, em Nova York, e fez mestrado em Comunidade e Desenvolvimento, na London School of Economics, em Londres, concentrando-se no conceito de trauma.
De volta ao Brasil, aos 24 anos, passou a se dedicar ao cinema, primeiro como assistente de edição e direção e logo como diretora.

## Carreira
Petra Costa estreou no cinema produzindo e dirigindo o curta-metragem Olhos de Ressaca (2009), um retrato poético sobre o amor e o envelhecer contado sob a perspectiva de seus avós.
O curta foi exibido no MoMA e premiado em dez festivais nacionais e internacionais: melhor curta-metragem no Festival do Rio, no Festival Internacional de Documentário de Londres (LIDF), no Festival Internacional Cine Las Americas (Estados Unidos) e prêmio especial do júri no Festival de Gramado, entre outros.
Em seguida fez seu primeiro longa-metragem, Elena (2012), um documentário poético sobre a viagem de sua irmã mais velha, Elena, a Nova York com o sonho de ser atriz de cinema, a dura realidade que encontra e sua ida 20 anos mais tarde em busca das memórias da irmã.
O filme estreou no IDFA (Festival Internacional de Documentários de Amsterdã), foi exibido no Festival de Brasília, na Mostra Internacional de Cinema de São Paulo, na Semana dos Realizadores (Rio de Janeiro), entre outros. Recebeu dezenas de prêmios, entre eles Melhor Documentário no Festival de Havana, além de ter sido o documentário mais visto no Brasil em 2013.
Como extensão da bem-sucedida carreira do filme nos cinemas, foi promovida uma série de debates em espaços culturais e educativos e iniciativas de mobilização sobre suicídio e saúde mental, como o concurso Memórias Inconsoláveis.
Em 2014, Elena foi lançado nos Estados Unidos, com produção executiva dos cineastas Fernando Meirelles e Tim Robbins. Naquele ano, sagrou-se como o quarto filme no ranking de média de público por sala de exibição nos Estados Unidos e colecionou críticas positivas. Foi descrito como "um sonho cinematográfico” por Stephen Holden, em  The New York Times, “espantoso e inesquecível” pelo Hollywood Reporter, e definido pela Indiewire como uma “estreia magistral que leva a não-ficção aonde ela raramente vai — longe do seu confortável acento nos fatos, adentrando um universo de possibilidades expressionistas”. A Indiewire o listou como um dos melhores documentários do ano.
Em 2014, a Editora Arquipélago lançou o livro Elena, com ensaios sobre o filme, o roteiro e conteúdo inédito.
O segundo longa-metragem de Petra Costa foi feito após um convite do Laboratório do Festival Internacional de Documentário de Copenhague (CPH:DOX) para uma co-direção com a dinamarquesa Lea Glob. Juntas, as duas se propuseram a investigar uma vida real em uma estrutura ficcional em Olmo e A Gaivota. O filme acompanha a descoberta de Olivia e Serge, atores da Companhia Théâtre du Soleil, de estarem esperando um filho. A partir daí os meses de gravidez se desdobram como um rito de passagem, que forçam a atriz a confrontar seus medos mais obscuros. O desejo de Olivia por liberdade e sucesso profissional, os limites impostos pelo próprio corpo e sua imagem como pessoa e personagem são alguns dos temas explorados no longa.
Olmo e A Gaivota estreou no Festival de Locarno, onde ganhou o Prêmio Jovem do Júri. Também ganhou o Best Nordic Dox Award no CPH:DOX, melhor documentário no Festival de Cinema do Rio, melhor documentário do Festival de Cinema do Cairo e melhor narrativa no RiverRun International Film Festival, entre outros.
Em uma das primeiras exibições do filme no Brasil, Petra Costa defendeu autonomia das mulheres sobre seu corpo e a descriminalização do aborto, o que teve uma grande repercussão. Para dialogar com as críticas recebidas, Petra criou a campanha Meu Corpo, Minhas Regras.
Seu projeto seguinte teve início na cobertura das manifestações a favor e contra o impeachment da presidente Dilma Roussef, em 2016, e resultou no longa-metragem Democracia em Vertigem. O filme é uma produção original da Netflix e estreou mundialmente em 19 de junho de 2019.
Para a autora foi um desafio fazer um filme sobre um dos momentos mais dramáticos e turbulentos da História recente do Brasil, "enquanto os fatos ainda estavam se desenrolando" e "num momento em que o país ainda está tão polarizado, buscando refletir e entender processos políticos tão complexos." O documentário, narrado em primeira pessoa, combina a aspectos da vida pessoal e familiar da autora, que frequentemente se cruzam com o mundo político. O filme provocou "reações extremadas", por parte do público brasileiro. "Numa narrativa política em um país tão polarizado, a única coisa que posso oferecer é a minha perspectiva pessoal deste processo. A dor de ver a minha própria família dividida. Uma divisão que refletia conflitos históricos que pareciam superados e no entanto irrompiam como chagas abertas."
Democracia em Vertigem estreou na noite de abertura do Sundance Film Festival 2019 e foi selecionado para diversos festivais internacionais como o CPH:DOX, True False, IndieLisboa, Sheffield e Rooftop Films.
O filme foi bem recebido pela crítica internacional. "Um documentário absolutamente vital", escreveu The New York Times. "Um documentário vasto e petrificante", elogiou a Variety. Segundo o ScreenDaily, o filme é "um thriller político ao estilo de Todos os Homens do Presidente (...) com um toque de O Poderoso Chefão. Para a NBC News, o documentário revela "incrível acesso aos bastidores da política". "As imagens são de cair o queixo”, comentou o site Firstshowing.net. Para a POV Magazine, trata-se de “um documentário como nenhum outro, um trabalho íntimo e grandioso”.
A revista especializada  Variety incluiu Petra Costa na lista dos 10 documentaristas a "seguir com atenção", em 2019.
Em 13 de janeiro de 2020, a Academia de Artes e Ciências Cinematográficas de Hollywood divulgou a lista dos indicados ao Oscar 2020. O documentário Democracia em Vertigem representou o Brasil na cerimônia, que aconteceu em 9 de fevereiro de 2020, quando o Oscar da categoria foi concedido ao filme American Factory.
Ainda em 2020, coproduziu o filme Êxtase em parceria com a diretora Moara Passoni que, em seu filme de estreia, retrata a agonia de Clara em viver com a obsessão pela alimentação e também os desafios consequentes da anorexia enfrentada pela jovem. O filme foi destaque na 43ª Mostra Internacional de Cinema. Em 2023, Petra foi convidada a fazer parte do júri do Festival de Sundance de Cinema, juntamente com Alexander Nanau e Karim Amer.

## Filmografia
- 2005 — Dom Quixote de Bethlehem (longa-metragem, documentário em vídeo)[44]
- 2009 — Olhos de Ressaca (curta-metragem, documentário)

Prêmio de Melhor Curta-Metragem no Festival do Rio
Prêmio Especial do Júri e o Prêmio do Público no Festival de Gramado
Prêmio Novos Talentos e o Prêmio Espaço Unibanco por Olhos de Ressaca no Festival Internacional de Curtas-Metragens de São Paulo
- 2012 — Elena (longa-metragem)

Prêmios de Melhor Documentário pelo Júri Popular, Melhor Direção, Montagem e Direção de Arte no Festival de Brasília do Cinema Brasileiro
Exibido no Festival Internacional de Documentários de Amsterdã (IDFA) e no Festival Internacional de Cinema de Guadalajara
- 2014 — Olmo e a Gaivota (longa-metragem)

Prêmio de Melhor Documentário no Festival do Rio
Prêmio Nordic:DOX no CPH:DOX
Prêmio Jovem do Júri no Festival de Locarno
- 2019 — Democracia em Vertigem (longa-metragem)

Indicação ao Oscar de melhor documentário de longa metragem
Seleção oficial do Festival Sundance, no CPH:Dox e no True/False Film Festival, em Columbia (Missouri)
- 2024 - Apocalipse nos Trópicos (longa-metragem)[47]

## Premiações
| Ano  | Festival                                                                           | Prêmio                                                                                 | Obra                   |
| ---- | ---------------------------------------------------------------------------------- | -------------------------------------------------------------------------------------- | ---------------------- |
| 2009 | Festival do Rio (Brasil)                                                           | Melhor curta-metragem                                                                  | Olhos de Ressaca       |
| 2009 | Festival de Gramado (Brasil)                                                       | Prêmio especial do júri Prêmio do público                                              | Olhos de Ressaca       |
| 2009 | Vitória Cine Vídeo (Brasil)                                                        | Melhor montagem                                                                        | Olhos de Ressaca       |
| 2009 | Festival Internacional de Cinema de Itu (Brasil)                                   | Melhor roteiro                                                                         | Olhos de Ressaca       |
| 2009 | Goiânia Mostra de Curtas (Brasil)                                                  | Melhor filme                                                                           | Olhos de Ressaca       |
| 2009 | Mostra Internacional de Cinema de São Paulo (Brasil)                               | 10 mais votados pelo público                                                           | Olhos de Ressaca       |
| 2010 | Cine Las Americas International Film Festival (EUA)                                | Melhor curta documentário                                                              | Olhos de Ressaca       |
| 2010 | Curta Cabo Frio (Brasil)                                                           | Melhor curta documentário 35mm                                                         | Olhos de Ressaca       |
| 2010 | New England Festival of Ibero American Cinema (EUA)                                | Melhor curta                                                                           | Olhos de Ressaca       |
| 2011 | London International Documentary Festival (Inglaterra)                             | Melhor curta                                                                           | Olhos de Ressaca       |
| 2012 | Festival de Brasília (Brasil)                                                      | Melhor documentário Júri popular Melhor direção Melhor montagem Melhor direção de arte | Elena                  |
| 2013 | Festival Internacional de Cinema de Guadalajara (México)                           | Menção especial                                                                        | Elena                  |
| 2013 | Festival Internacional de Documentários ZagrebDox (Croácia)                        | Menção especial                                                                        | Elena                  |
| 2013 | Films de Femmes (França)                                                           | Melhor Documentário                                                                    | Elena                  |
| 2013 | Planete+ Doc Film Festival Varsóvia (Polônia)                                      | Prêmio Canon de Cinematografia                                                         | Elena                  |
| 2013 | Cine Música – Festival de Cinema de Conservatória (Brasil)                         | Melhor Música Original                                                                 | Elena                  |
| 2013 | Los Angeles Brazilian Film Festival (EUA)                                          | Melhor Documentário                                                                    | Elena                  |
| 2013 | Festival de Havana (Cuba)                                                          | Melhor Documentário                                                                    | Elena                  |
| 2013 | Festival Internacional de Cine Documental de la Cuidad de México (DocsDF) (México) | Melhor longa latino-americano                                                          | Elena                  |
| 2014 | Festival Sesc Melhores Filmes (Brasil)                                             | Melhor documentário júri popular                                                       | Elena                  |
| 2014 | Grande Prêmio do Cinema Brasileiro (Brasil)                                        | Melhor documentário júri popular Melhor montagem                                       | Elena                  |
| 2014 | Arlington International Film Festival (AIFF) (EUA)                                 | Melhor filme                                                                           | Elena                  |
| 2014 | CPH:DOX (Dinamarca)                                                                | Melhor Documentário Nórdico                                                            | Olmo e a Gaivota       |
| 2015 | Festival de Locarno                                                                | Prêmio do júri jovem                                                                   | Olmo e a Gaivota       |
| 2015 | Festival do Rio (Brasil)                                                           | Melhor Documentário                                                                    | Olmo e a Gaivota       |
| 2015 | Festival Internacional de Cairo Film Critics Week (Egito)                          | Menção honrosa                                                                         | Olmo e a Gaivota       |
| 2016 | Femcine (Chile)                                                                    | Melhor longa internacional                                                             | Olmo e a Gaivota       |
| 2016 | Festival Docs Against Gravity (Polônia)                                            | Melhor ficção / não ficção                                                             | Olmo e a Gaivota       |
| 2016 | Festival River Run Film (EUA)                                                      | Prêmio do público de melhor narrativa                                                  | Olmo e a Gaivota       |
| 2019 | Sundance Filme Festival (EUA)                                                      | Seleção oficial                                                                        | Democracia em Vertigem |
| 2019 | CPH:DOX (Dinamarca)                                                                | Seleção oficial                                                                        | Democracia em Vertigem |
| 2019 | True / False Filme Festival (EUA)                                                  | Seleção oficial                                                                        | Democracia em Vertigem |
| 2019 | Roof Top Film Festival (EUA)                                                       | Seleção oficial                                                                        | Democracia em Vertigem |
| 2020 | 92nd Academy Awards (EUA)                                                          | Indicação melhor documentário                                                          | Democracia em Vertigem |

### Condecorações
| Insígnia | País   | Honra                          | Data                   |
| -------- | ------ | ------------------------------ | ---------------------- |
|          | Brasil | Oficial da Ordem de Rio Branco | 21 de novembro de 2023 |